# La Malmaison
La Malmaison település Franciaországban, Aisne megyében. Lakosainak száma 403 fő (2022. január 1.). La Malmaison Amifontaine, Lor, Nizy-le-Comte, Prouvais, Proviseux-et-Plesnoy, Sissonne és Villers-devant-le-Thour községekkel határos.

## Népesség
A település népességének változása:
| Lakosok száma | 389  | 302  | 337  | 402  | 417  | 416  | 410  | 404  | 404  | 403  |
|               | 1968 | 1982 | 1990 | 2006 | 2013 | 2015 | 2017 | 2019 | 2020 | 2022 |